# Álex Aguinaga
Álex Dario Aguinaga Garzón, född 9 juli 1968 i Ibarra, är en ecuadoriansk fotbollstränare och före detta spelare. Som spelare är han en av dem som har spelat flest landskamper för Ecuadors landslag. Aguinaga räknas även till en av de bästa spelarna i Ecuadors historia.

## Klubbkarriär

### Deportivo Quito
Álex Aguinaga gjorde debut för Deportivo Quito som 16-åring. När han spelade i landslaget i slutet av 1980-talet imponerade han så pass att Fabio Capello ville värva honom till AC Milan. Aguinaga hade dock redan ingått ett muntligt avtal med den mexikanska klubben Necaxa.

### Necaxa
Aguinagas övergång till Necaxa gjordes 1989, där han skulle vinna ligan tre gånger. När han vann sin första titel gjorde han det första målet i 2-0-segern över Cruz Azul i finalen. 1996 besegrades Club Celaya och 1998 vann Necaxa över Chivas i finalen. 1999 förde Aguinaga klubben till sin första seger i Concacaf Champions League. Vinsten där kvalificerade Necaxa för spel i VM för klubblag, där han gjorde mål mot Melbourne och Vasco da Gama. I bronsmatchen mot Real Madrid gjorde han mål i straffläggningen som Necaxa i slutändan vann. Aguinaga skulle bli trogen Club Necaxa under 13 års tid, trots intresse från flera europeiska klubbar. Han lämnade 2003 för Cruz Azul där det bara blev 13 matcher.

### LDU Quito
Under 2004 flyttade Aguinaga tillbaka till Ecuador för spel i LDU Quito. 2005 vann han ligan med klubben och avslutade då sin karriär.

## Landslag
Álex Aguinaga gjorde landslagsdebut för Ecuador 5 mars 1987, då han även gjorde sitt första mål för landet. Han gjorde totalt 23 mål på 109 landskamper, deltog i sju Copa América samt ett VM-slutspel.

### Internationella mål
| Nr | Datum             | Plats                                                     | Motståndare | Mål | Resultat | Tävling           |
| -- | ----------------- | --------------------------------------------------------- | ----------- | --- | -------- | ----------------- |
| 1  | 5 mars 1987       | Estadio Pedro Marrero, Havanna                            | Kuba        | 1–2 | 1–2      | Vänskapsmatch     |
| 2  | 7 juni 1988       | Albuquerque Sports Stadium, Albuquerque, New Mexico       | USA         | 0–1 | 0–1      | Vänskapsmatch     |
| 3  | 10 juni 1988      | Houston, Texas                                            | USA         | 0–1 | 0–2      | Vänskapsmatch     |
| 4  | 15 juni 1988      | Estadio Francisco Morazán, San Pedro Sula                 | Honduras    | 1–1 | 1–1      | Vänskapsmatch     |
| 5  | 24 september 1989 | Estadio Monumental de Barcelona, Guayaquil                | Paraguay    | 1–1 | 3–1      | Kval till VM 1990 |
| 6  | 30 juni 1991      | Estadio Nacional, Santiago                                | Chile       | 3–1 | 3–1      | Vänskapsmatch     |
| 7  | 9 juli 1991       | Estadio Sausalito, Viña del Mar                           | Uruguay     | 0–1 | 1–1      | Copa América 1991 |
| 8  | 13 juli 1991      | Estadio Sausalito, Viña del Mar                           | Bolivia     | 1–0 | 4–0      | Copa América 1991 |
| 9  | 15 juni 1993      | Estadio Olímpico Atahualpa, Quito                         | Venezuela   | 6–1 | 6–1      | Copa América 1993 |
| 10 | 22 juni 1993      | Estadio Olímpico Atahualpa, Quito                         | Uruguay     | 2–1 | 2–1      | Copa América 1993 |
| 11 | 6 juli 1996       | Estadio Nacional, Santiago                                | Chile       | 1–1 | 4–1      | Kval till VM 1998 |
| 12 | 1 september 1996  | Estadio Olímpico Atahualpa, Quito                         | Venezuela   | 1–0 | 1–0      | Kval till VM 1998 |
| 13 | 12 februari 1997  | Estadio Olímpico Atahualpa, Quito                         | Uruguay     | 1–0 | 4–0      | Kval till VM 1998 |
| 14 | 2 april 1997      | Estadio Nacional, Lima                                    | Peru        | 1–1 | 1–1      | Kval till VM 1998 |
| 15 | 30 april 1997     | Estadio Monumental Antonio Vespucio Liberti, Buenos Aires | Argentina   | 2–1 | 2–1      | Kval till VM 1998 |
| 16 | 20 augusti 1997   | Estadio Olímpico Atahualpa, Quito                         | Paraguay    | 1–1 | 2–1      | Kval till VM 1998 |
| 17 | 10 september 1997 | Estádio Fonte Nova, Salvador                              | Brasilien   | 3–1 | 4–2      | Vänskapsmatch     |
| 18 | 29 mars 2000      | Estadio Casa Blanca, Quito                                | Venezuela   | 2–0 | 2–0      | Kval till VM 2002 |
| 19 | 26 april 2000     | Estadio Cicero Pompeu de Toledo, São Paulo                | Brasilien   | 0–1 | 3–2      | Kval till VM 2002 |
| 20 | 22 januari 2002   | Miami Orange Bowl, Miami                                  | Kanada      | 1–0 | 2–0      | Gold Cup 2002     |
| 21 | 22 januari 2002   | Miami Orange Bowl, Miami                                  | Kanada      | 2–0 | 2–0      | Gold Cup 2002     |
| 22 | 20 november 2002  | Estadio Olímpico Atahualpa, Quito                         | Costa Rica  | 1–2 | 2–2      | Vänskapsmatch     |
| 23 | 2 juni 2003       | Estadio Bellavista, Ambato                                | Guatemala   | 2–0 | 2–0      | Vänskapsmatch     |

## Tränarkarriär
Aguinaga startade sin tränarkarriär 2010 som assisterande tränare till Manuel Lapuente i Club América. Han lämnade klubben 2011 då Lapuente blev sparkad. I mars samma år fick han för första gången huvudansvaret då han tog över Barcelona SC. I maj 2011 lämnade han sitt uppdrag för det kommande presidentvalet i klubben.

## Meriter
Club Necaxa
- Liga MX: 1995, 1996, Invierno 1998
- CONCACAF Cupvinnarcup: 1994
- Mexikanska cupen: 1995
- Campeón de Campeones: 1995
- Concacaf Champions League: 1999

LDU Quito
- Primera Categoría Serie A: 2005 Apertura